# Estación Faria Lima
Faria Lima es una estación de la Línea 4 - Amarilla del metro de la ciudad brasileña de São Paulo. Las obras civiles de la misma fueron concluidas en febrero del 2010. Su pronóstico para el inicio de las operaciones comerciales era para marzo del 2010, pero acabó retrasada para el día 25 de mayo, fecha que marcó el inicio de las operaciones en la línea, entre las estaciones Paulista y Faria Lima. Dicho retraso fue causado por las pruebas de los trenes.

## Características
Estación subterránea con plataformas laterales y estructuras en concreto aparente. Posee acceso para discapacitados físicos e integración con una terminal de ómnibus urbanos. Su capacidad es de 30 mil pasajeros por hora en horario pico. 
La estación cuenta con diez agentes de atención y mantenimiento del consorcio ViaQuatro y diez de atención y seguridad, para la fase inicial cuenta con ambuláncias de emergencias y urgencias.
Posee 13.500 m² de área construida, y fue construida con el método VCA invertido o cut-and-cover.

## Tabla
| Sigla | Estación   | Inauguración       | Capacidad                    | Integración | Plataformas | Posición    | Comentarios                                   |
| ----- | ---------- | ------------------ | ---------------------------- | ----------- | ----------- | ----------- | --------------------------------------------- |
| FAL   | Faria Lima | 25 de mayo de 2010 | 34.4 mil pasajeros hora/pico |             | Laterales   | Subterránea | Estación con estructura de concreto aparente. |

## Galería

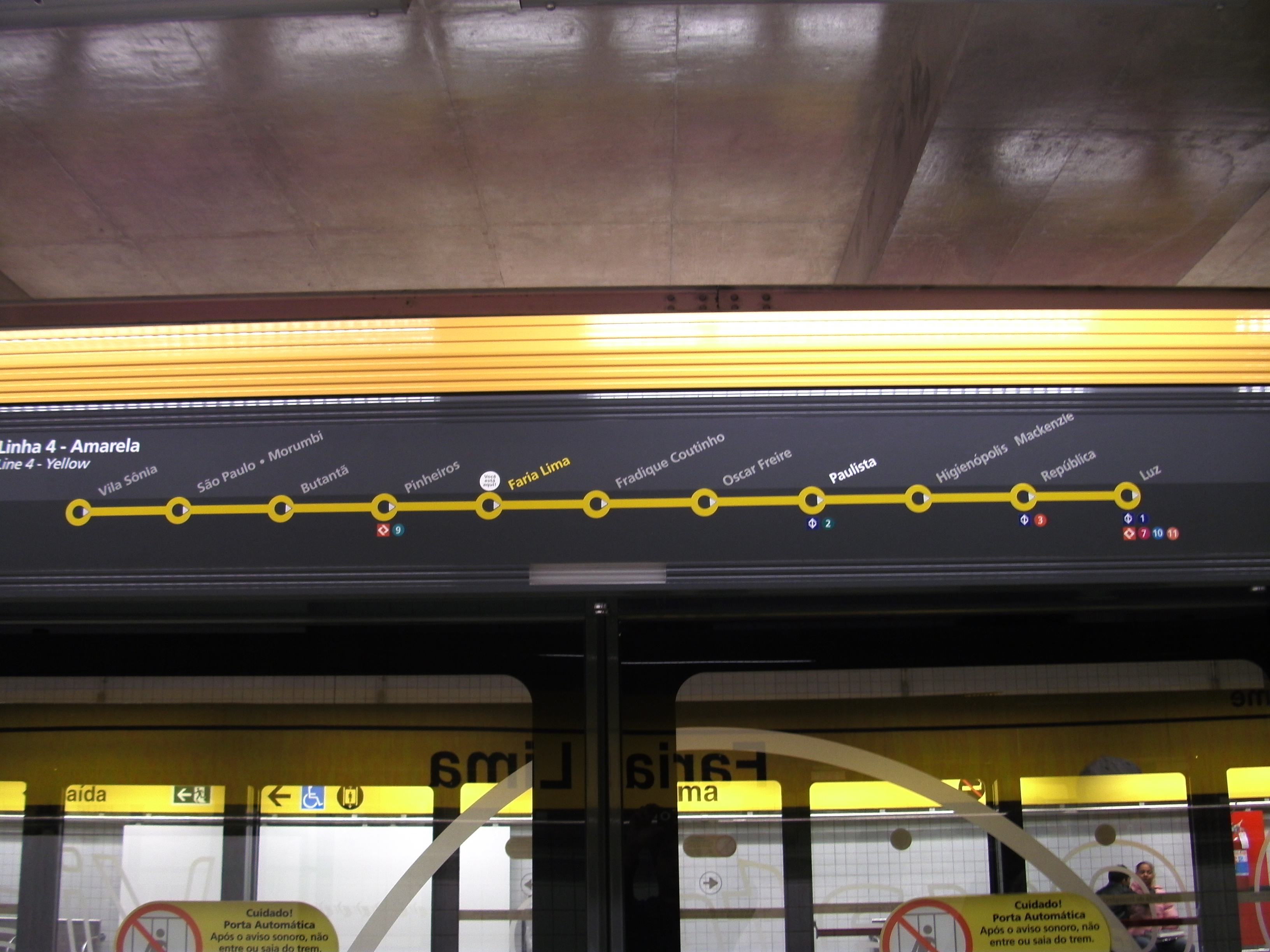
Mapa de la línea en la estación
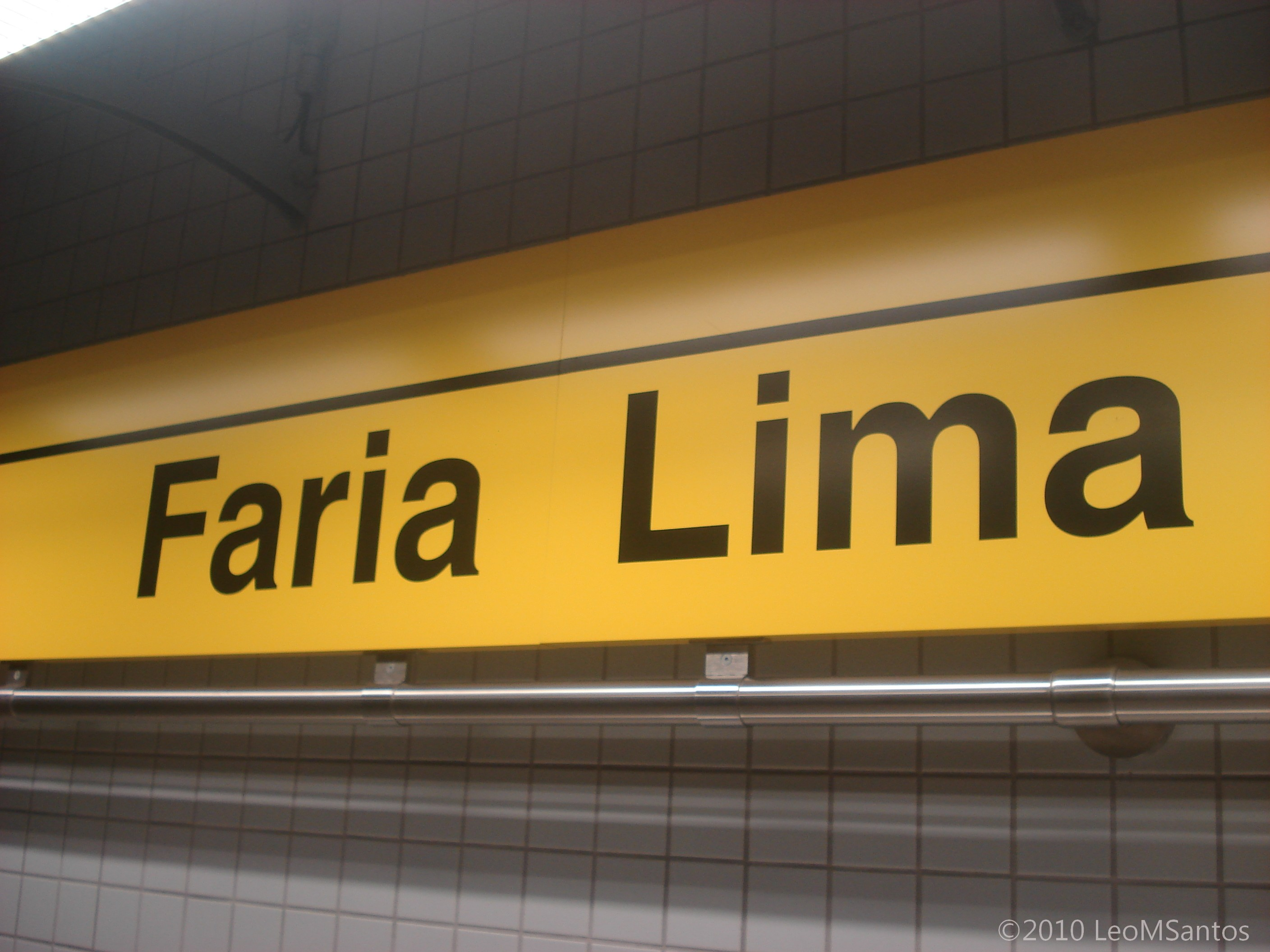
Placa de identificación de la estación